# Faulkbourne
 (avril 2023).
Faulkbourne est une paroisse civile de l'Essex, en Angleterre.